# Čeněk Klika
Čeněk Klika (20. ledna 1865 Praha – 6. října 1938 Praha) byl český lékař, hygienik, první ustanovený hygienik Královského hlavního města Prahy, loutkoherec, první starosta spolku Junák – český skaut. Byl otcem Miloše Kliky, spoluzakladatele moderní české urologie.

## Život

### Mládí a praxe

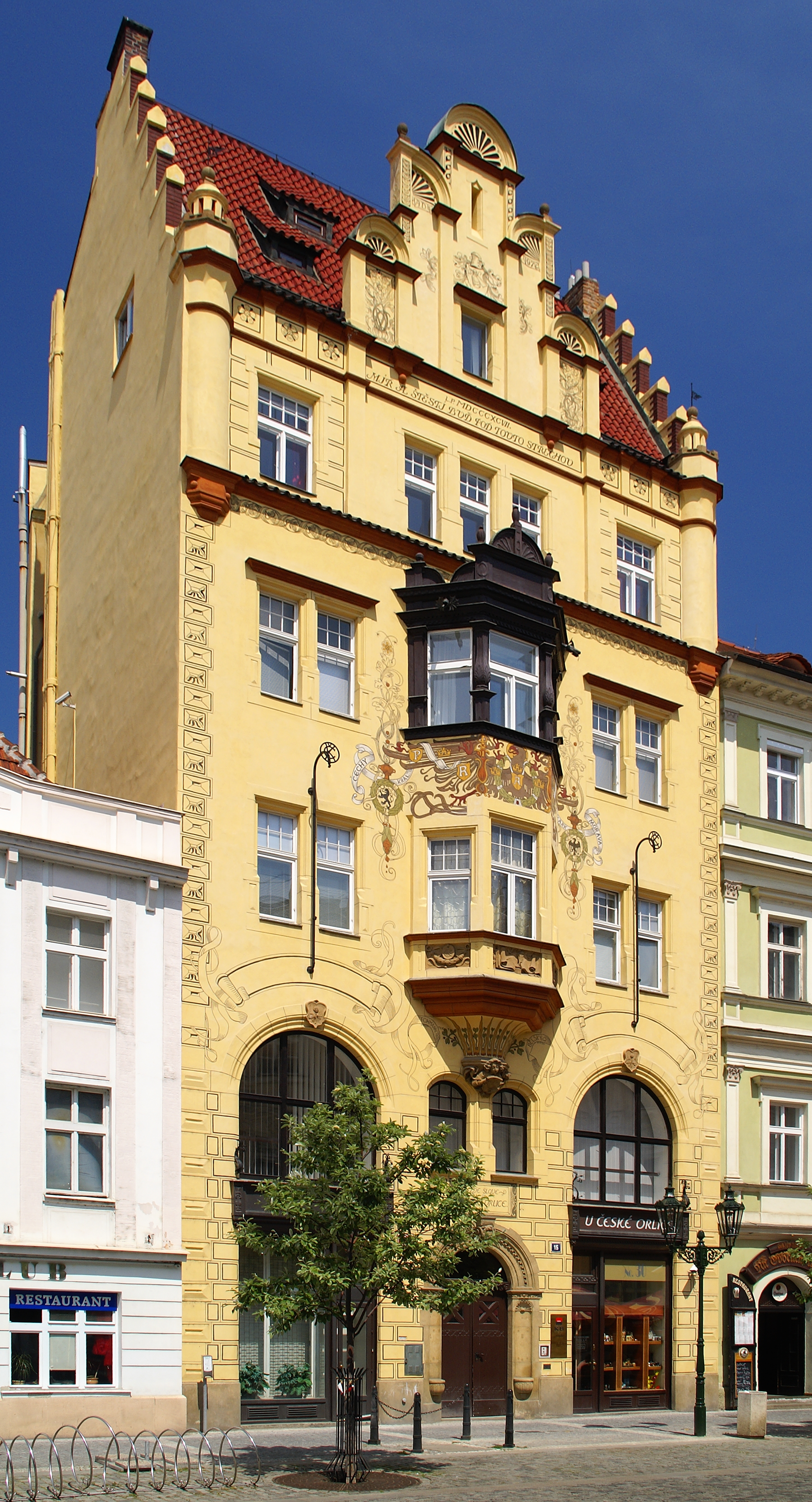
Dům U české orlice, zvaný též Bubnovský dům (Praha, Staré Město, Ovocný trh)

Narodil se v Praze v rodině Františka Kliky a jeho manželky Marie, rozené Vrankové. Po absolvování obecné školy a pražského Akademického gymnázia vystudoval Lékařskou fakultu Karlo-Ferdinandovy univerzity v Praze. Odpromoval a následně působil jako rodinný lékař v Praze v domě č. 15 na Ovocném trhu na Starém Městě. Stal se prvním hygienikem (fyzikem) Královského hlavního města Prahy, zasedal také v městské radě. Roku 1896 nechal na parcele č. 15 vybudovat dům u České orlice, postavený podle návrhu rakouského architekta Friedricha Ohmanna a fasádní výzdobou od Mikoláše Alše.

### Skauting
Byl přítelem A. B. Svojsíka, náčelníka a zakladatele českého skautingu. Roku 1911 Svojsík, inspirován hnutím a myšlenkami Roberta Badena-Powella, založil ze studentů žižkovské reálky chlapeckou družinu. O prázdninách roku 1912 byl u Vorlovské hájovny, nedaleko hradu Lipnice nad Sázavou, uspořádán první skautský tábor v historii českého skautingu. O rok později těchto táborů bylo již nejméně patnáct a mezi nimi i jeden, vedený Janem Pulkrábkem, švagrem Čeňka Kliky. O prázdninách roku 1913 stál v blízkosti Pelíškova mostu. Klika se tábora také aktivně účastnil a spolu s Pulkrábkem se stal autorem českého tábornického vynálezu: podsadového stanu, který zde poprvé postavili.
V roce 1914 se Klika aktivně podílel na založení samostatného spolku Junák - český skaut, který podporoval jak organizačně, tak finančně a materiálně. Ve svém pracovním působišti na Staré Rychtě, vytvořil spolku první oficiální ústředí a především mu poskytl prostor pro oddílové klubovny. Další zřídil ve svém domě na Ovocném trhu pro IV. oddíl, který vedl jeho syn Miloš Klika. Prosazoval prospěšnost pobytů v přírodě pro lidské zdraví, což shrnul ve své publikaci Názor lékaře o skautování (1915), vyrážel tábořit s celou svou rodinou. Své zážitky z tábora u Lipnice roku 1916, tedy v době Klikova působení, popisuje v díle Skautský deník básník Jiří Wolker. Roku 1918 jej v pozici starosty nahradil Josef Rössler-Ořovský.

### Loutkové divadlo
Působil rovněž v oblasti loutkového divadla, mj. jako herec, režisér a překladatel divadelních her.

### Úmrtí
Čeněk Klika zemřel 6. října 1938 v Praze ve věku 73 let.